# 新法曾达
新法曾达是巴西戈亚斯州的一个市镇。总面积1281.316平方公里，总人口7040人，人口密度5.5人/平方公里。